# Ulpotagama
Ulpotagama är en administrativ by i Sri Lanka.   Den ligger i provinsen Nordvästprovinsen, i den centrala delen av landet, 130 km norr om huvudstaden Colombo.